# Wladimir Wassiljewitsch Pochljobkin
Wladimir Wassiljewitsch Pochljobkin, russisch Владимир Васильевич Похлёбкин, auch William Pochljobkin, russisch Вильям Похлёбкин, (geboren am 20. August 1923 in Moskau; gestorben ca. am 31. März 2000 in Podolsk bei Moskau) war ein sowjetischer Historiker, Heraldiker, Spezialist für internationale Beziehungen und Koch. Er war der führende Experte für die Küche der sowjetischen Völker. Pochljobkin schrieb mehr als 40 Bücher und 600 Aufsätze. Die Bücher wurden in viele Sprachen übersetzt und erschienen meist in mehreren Auflagen.

## Werke (Auswahl)
- Книга о вкусной и здоровой пище. (Das Buch der schmackhaften und gesunden Lebensmittel), 1952
- Урхо Калева Кекконен (Urho Kaleva Kekkonen), 1988, ISBN 5-450-00049-9.
- A History of Vodka. ISBN 0-86091-359-7.
- Национальные кухни наших народов. (Nationalküchen unserer Völker bzw.: Nationale Küchen. Die Kochkunst der sowjetischen Völker), 1982, ISBN 3-7304-0053-3.
- Alles über die Gewürze – Arten, Eigenschaften, Verwendung. 5. Auflage. Fachbuchverlag, Leipzig 1988, ISBN 3-343-00469-3.

## Fußnote
1. ↑  Е. Н. Музафаров, Б. С. Абдрасилов, В. А. Алферов: Очерки по истории биотехнологии. (Essay über die Geschichte der Biotechnologie), Verlag TSU, 2013 G.- S. 41 (321)

| Personendaten    | Personendaten                                                                                 |
| ---------------- | --------------------------------------------------------------------------------------------- |
| NAME             | Pochljobkin, Wladimir Wassiljewitsch                                                          |
| ALTERNATIVNAMEN  | Pochljobkin, William; Похлёбкин, Владимир Васильевич (russisch); Похлёбкин, Вильям (russisch) |
| KURZBESCHREIBUNG | sowjetischer Historiker, Heraldiker, Spezialist für internationale Beziehungen und Koch       |
| GEBURTSDATUM     | 20. August 1923                                                                               |
| GEBURTSORT       | Moskau                                                                                        |
| STERBEDATUM      | 31. März 2000                                                                                 |
| STERBEORT        | Podolsk bei Moskau                                                                            |